# Langues en Ouganda

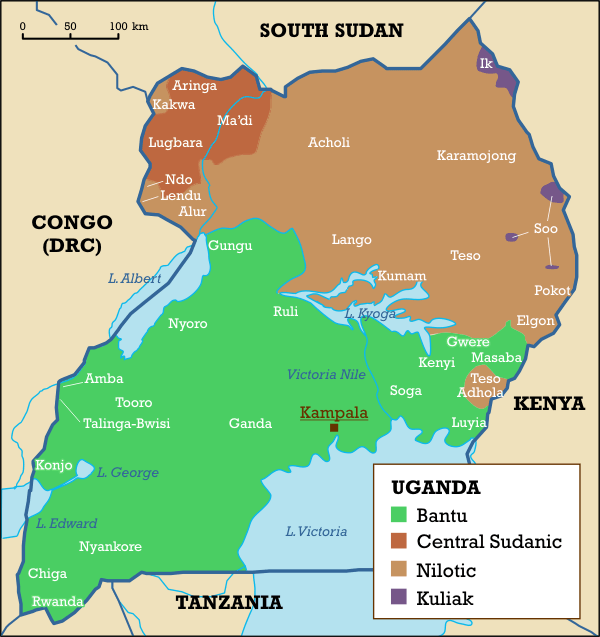
Carte ethnolinguistique de l'Ouganda.

L'Ouganda a pour langues officielles l'anglais et secondairement le swahili, mais de nombreuses autres langues sont parlées sur son territoire. Elles appartiennent aux familles des langues bantoues (dont relève également le swahili), nilotiques, soudaniques centrales et kuliak.
Il existe également une langue des signes ougandaise.

## Liste des langues d'Ouganda
L’anglais est la langue officielle et principale de l’Ouganda depuis son indépendance du Royaume-Uni en 1962. Bien que l’anglais soit la langue administrative et d’enseignement, beaucoup d’ougandais utilisent des dialectes selon leurs tribus tels que le luganda, l’acholi, le madi, etc. Le swahili, devenue la seconde langue officielle de l’Ouganda en 2005, est plutôt utilisées dans les marchés et les petits commerces. Le swahili en Ouganda est moins répandu qu'au Kenya et en Tanzanie.
Du fait de la guerre civile qui sévit au Soudan du Sud depuis 2011, de nombreux réfugiés sud-soudanais vivent en Ouganda, et parlent le dinka ou le nuer.
L'Ouganda a adopté le kiswahili comme langue officielle en 2022 et l'a également rendu obligatoire dans les écoles primaires et secondaires du pays.

### Langues bantoues
| Amba          | 35 600 locuteurs    |
| Chiga         | 1 580 000 locuteurs |
| Ganda         | 4 130 000 locuteurs |
| Gungu         | 49 000 locuteurs    |
| Gwere         | 409 000 locuteurs   |
| Kenye         | 62 000 locuteurs    |
| Kinyarwanda   | 449 000 locuteurs   |
| Konjo         | 609 000 locuteurs   |
| Lunyole       | 341 000 locuteurs   |
| Masaba        | 1 120 000 locuteurs |
| Nyankore      | 2 330 000 locuteurs |
| Nyoro         | 667 000 locuteurs   |
| Ruuli         | 160 000 locuteurs   |
| Samia         | 355 000 locuteurs   |
| Soga          | 2 060 000 locuteurs |
| Talinga-bwisi | 68 500 locuteurs    |
| Toro          | 488 000 locuteurs   |

### Langues nilotiques
| Acholi      | 1 170 000 locuteurs |
| Adhola (en) | 360 000 locuteurs   |
| Alur        | 617 000 locuteurs   |
| Bari        | 60 000 locuteurs    |
| Kakwa       | 130 000 locuteurs   |
| Karamojong  | 736 000 locuteurs   |
| Kumam (en)  | 174 000 locuteurs   |
| Lango       | 1 490 000 locuteurs |
| Pökot       | 70 400 locuteurs    |
| Sapiny      | 181 000 locuteurs   |
| Teso        | 1 570 000 locuteurs |

### Langues soudaniques centrales
| Aringa       | 300 000 locuteurs         |
| Lugbara      | 797 000 locuteurs en 2004 |
| Ma'di        | 296 000 locuteurs         |
| Ma'di du Sud | 60 000 locuteurs en 2010  |
| Ndo          | 33 800 locuteurs          |
| Ndrulo       | 11 100 locuteurs en 2002  |

### Langues kuliak
| Ik           | 7 500 locuteurs en 2011 |
| Nyang'i (en) | 20 locuteurs en 2011    |
| Soo          | 50 locuteurs en 2007    |

## Recensement de 2014
Le Recensement général de la population et de l'habitat de l'Ouganda de 2014 pose les questions suivantes se rapportant aux langues (Soixante-et-une langues étant listées) :
- "Quelle est la langue la plus communément parlée dans votre conseil local (en) de premier niveau (communauté) ?".
- "Quelle est l'autre langue communément parlée dans votre conseil local de premier niveau ? (communauté)".

À septembre 2016, les résultats n'ont pas encore été publiés, excepté le taux d'alphabétisation : chez les personnes âgées de 10 ans et plus en 2014 il est de 72 % (70 % selon le recensement de 2002), dont 77 % (77 % en 2002) chez les hommes et 68 % (62 % en 2002) chez les femmes.

## Principales langues utilisées sur Internet
| # | Langue       |
| - | ------------ |
| 1 | Anglais      |
| 2 | Luganda      |
| 3 | Kiswahili    |
| 4 | Ikinyarwanda |
| 5 | Luo          |
| 6 | Runyakitara  |

| # | Langue  | Pourcentage |
| - | ------- | ----------- |
| 1 | Anglais | \| \| 96 \| |
|   | 96      |             |

| # | Langue  | Pourcentage |
| - | ------- | ----------- |
| 1 | Anglais | \| \| 99 \| |
|   | 99      |             |